# Parque Nacional e Área Natural de Gestão Integrada de Cotapata

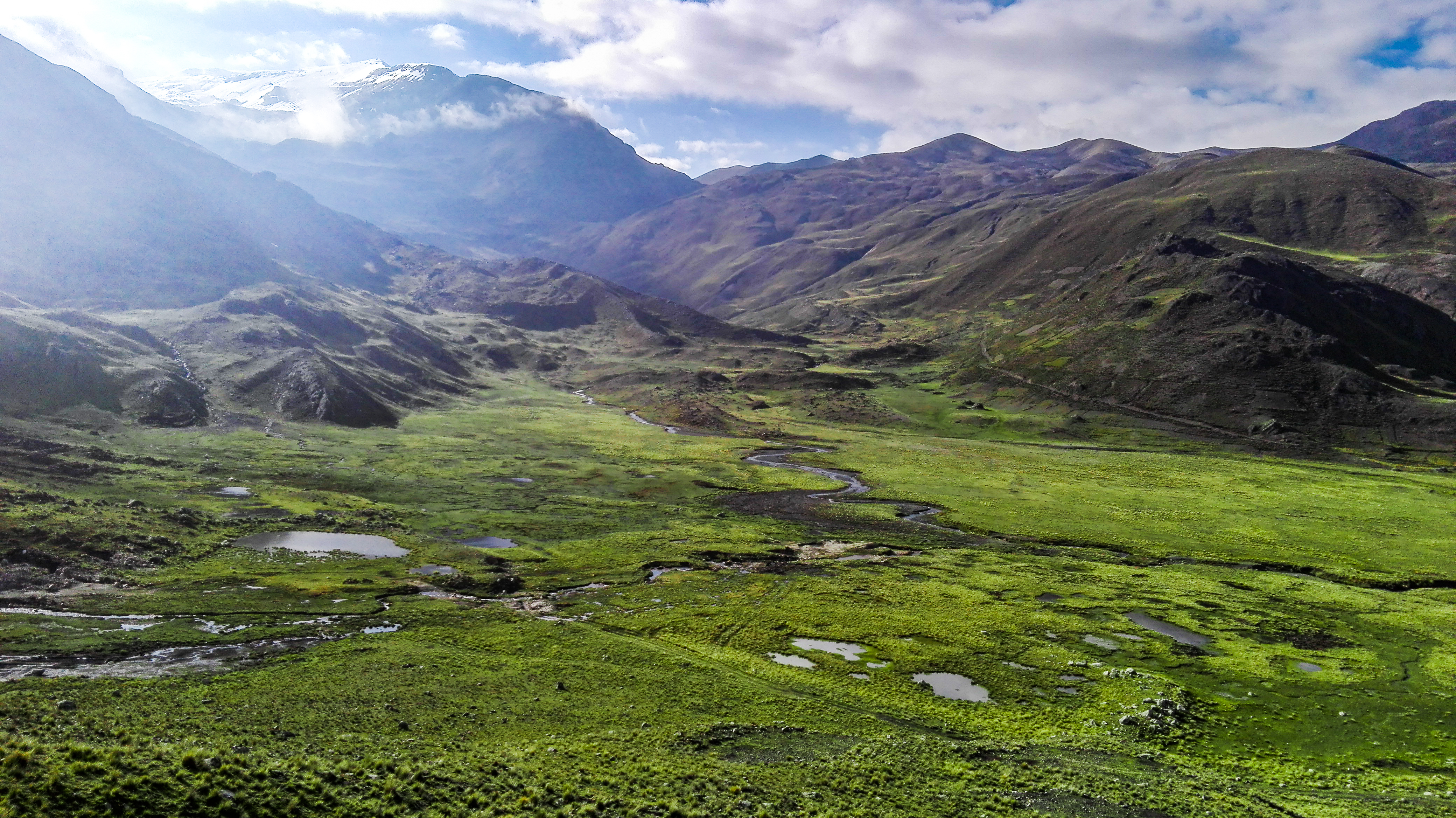
Parque Nacional e Área Natural de Gestão Integrada de Cotapata

O Parque Nacional e Área Natural de Gestão Integrada de Cotapata (Parque Nacional e Área Natural de Manejo Integrado Cotapata) é uma área protegida no departamento de Yungas de La Paz, na Bolívia. Situa-se no noroeste do departamento, nas províncias de Nor Yungas e Murillo, nos municípios de Coroico e La Paz, a cerca de 50 km (31 mi) de distância da cidade de La Paz.
O parque nacional cobre aproximadamente 40% da área total.